# Тополага, Виолетта Владимировна
Виоле́тта Влади́мировна Топола́га (30 ноября 1935, Владивосток — 5 июня 2023, Воронеж) — советский и российский преподаватель, театральный педагог, руководитель курса, профессор кафедры актёрского мастерства ВГАИ с 1974 года. Провела 13 актёрских выпусков.

## Биография
Родилась и выросла во Владивостоке.
В 1953 году поступила в технологический институт, участвовала в самодеятельности.
По окончании ВУЗа вернулась во Владивосток. Работала инженером.
Когда объявили о наборе в создаваемый  Дальневосточный государственный институт искусств (театральное отделение организовывал, как и впоследствии в Воронеже, Борис Григорьевич Кульнев из Щукинского училища), прошла творческий конкурс и была принята на курс.
Уже на втором курсе стала заниматься с набранными студентами.

Получив диплом актрисы, выбрала педагогику. 
Надо сказать, всегда любила возиться с детьми, так что всё сошлось. Теперь убеждёна, что театральный педагог — и есть моё призвание.
Три года работала в Краснодарском институте культуры.
С 1974 года, по приглашению Ольги Ивановны Старостиной, преподавала в ВГАИ.
Скончалась 7 июня 2023 года.

### Известные выпускники
| - Марина Русакова — народный артист России (2006) - Валерий Егоров — народный артист России (2009) - Юрий Овчинников — заслуженный артист России (1999) - Александр Рубцов — заслуженный артист России (1999) - Константин Тополага — заслуженный артист России (2005) - Анатолий Устинов — заслуженный артист России (2013) - Алла Одинг — заслуженный артист России (2019) | - Дмитрий Быковский-Ромашов - Евгений Гурьянов - Марина Комиссарова - Надежда Рязанцева (Бурдукова) - Георгий Тополага |

Виолетта Владимировна воспитала 13 заслуженных артистов и двух народных артистов.
В 2012 году стала Лауреатом премии имени народного артиста СССР М. И. Царёва в номинации «За успешное воспитание актёрской смены».

### Цитаты
…увидела на трамвайной остановке девушку с чемоданом и сказала ей: «Идите вверх по дороге, там увидите театральный институт, подайте документы в приёмную комиссию. Я вас возьму». По повадке было видно, что она актриса…
Больше всего не выношу, когда студент пытается получить роль, пороча другого исполнителя, своего товарища, принижая его достоинства. У меня даже был случай, когда я на дипломный спектакль поставила более слабого исполнителя только потому, что второй повёл себя некорректно. Сейчас профессиональной этике не уделяется много внимания, а жаль. Я вот думаю, что у непорядочных людей даже талант со временем испаряется, зависть его как бы съедает…
Я всё-таки им говорю: «Ищите своего режиссёра!» Или становитесь им сами!

## Семья
Муж режиссёр-документалист Эдуард Тополага, сыновья Георгий (род. 1965) и Константин (род. 1967), оба актёры.